# 三日尻望
三日尻望（日语：／ Mikajiri Nozomi，8月28日—）是一名日本女性聲優，東京都出身，賢Production所屬。

## 簡歷
畢業於專門學校東京聲優・國際學院的聲優培訓科。School Duo第17期高級班出身。

## 人物
特長及興趣包括籃球、舞蹈以及瑜珈。
持有商業能力檢定考試三級與普通汽車駕照。
是隸屬於賢Production的聲優所組成的繪本朗讀團體的成員。

## 演出作品
※粗體字為主要角色。

### 電視動畫
2018年
- 東京喰種:re（胡桃鉗[2]）
- 我的英雄學院 第3期（誠刃校考生[2]）

2019年
- 騷亂時節的少女們。（曾根崎 祖母）
- 警視廳 特務部 特殊凶惡犯對策室 第七課 -特7-（新聞播報員）
- 海螺小姐（男孩子[5]）

2020年
- 海螺小姐（約翰、武男〈第三代〉）
- 排球少年！！ TO THE TOP（澤村的母親）
- 大欺詐師 GREAT PRETENDER（女性店員）
- 神奇柑仔店 錢天堂（客、橫手清美、兒童）

2021年
- 神奇柑仔店 錢天堂（隆、優香）
- 熱情閃耀！光之美少女（拖拖怪、超級拖拖怪、終級拖拖怪、超終極拖拖怪）
- 勇者鬥惡龍 達伊的大冒險（人們）
- 真白之音（鳥居惠美子）

2022年
- 熱情閃耀！光之美少女（破壞怪）

2023年
- 屁屁偵探（[6]）
- 天國大魔境（看監視器的職員）
- 希望之力～成年光之美少女'23～（玲的上司、老婆婆、社員）

2024年
- BUCCHIGIRI?!（男子小學生B）
- 烏鴉不擇主（谷間遊女）
- 曾經、魔法少女和邪惡相互為敵。（小酒館的媽媽）
- 科學×冒險生存！（小孩）

2025年
- 膽大黨 第2期（鬼頭咒帝夢、鬼頭家先祖女子）

### 網路動畫
2020年
- 薄明之翼（小孩們）

### 遊戲
2017年
- 東京喰種:re invoke（胡桃鉗[2]）

2019年
- 寶可夢大師（壞女孩[7]）
- 東京喰種: re 【CALL to EXIST】（胡桃鉗[8]）
- 超異域公主連結☆Re:Dive（魔物公主[9]）

2020年
- Final Fantasy VII 重製版

2023年
- 星際大戰 絕地：倖存者（ケイジ・ヴァンダ、ジー（ZN-A4））

2024年
- 百英雄傳 ([10]）

## 外部連結
- 三日尻 望 賢プロダクション [Kenproduction] 声優事務所・タレント事務所・声優プロダクション
- 三日尻望的X（前Twitter）